# Танець смерті (фільм)
Танець смерті (англ. Slam Dance) — американо-британський трилер 1987 року.

## Сюжет
Мультиплікатор Друд — людина, чиє життя розвалилося на шматки. Він розлучений зі своєю дружиною і дочкою, хоча дотепер уявляє, що живе зі своєю сім'єю. Друд — це такий тип чоловіків, який не допустить, щоб якісь дрібниці начебто шлюбу встали між веселим проведенням часу або палкою інтригою з гарною й таємничою Йоландою. Але в один «прекрасний день» Йоланду знаходять мертвою і Друд стає головним підозрюваним.

## У ролях
| Актор                      | Роль                      |
| -------------------------- | ------------------------- |
| Том Халс                   | C.C. Друд                 |
| Мері Елізабет Мастрантоніо | Гелен Друд                |
| Вірджинія Медсен           | Йоланда Колдвелл          |
| Дон Кіт Оппер              | Бадді                     |
| Адам Ент                   | Джим Кемпбелл             |
| Гаррі Дін Стентон          | детектив Бенджамін Смайлі |
| Джон Доу                   | детектив Джон Гілберт     |
| Міллі Перкінс              | Боббі Най                 |
| Герта Вер                  | місіс Рейнс               |
| Джудіт Барсі               | Бін                       |
| Роберт Белтран             | Френк                     |
| Розалінд Чао               | місіс Маргарет Белл       |
| Саша Дельгадо              | дівчина                   |
| Джошуа Сасера              | хлопчик                   |
| Марті Леві                 | детектив                  |
| Джон Слейд                 | наркоман                  |
| Джуліан Дайер              | поліцейський на дільниці  |
| Денніс Хейден              | п'яний                    |
| Марк Ентоні Томпсон        | бармен                    |
| Лін Шей                    | бібліотекар               |
| Майкл Енніс                | працівник моргу           |
| Ліза Ніємі                 | місіс Едріен Шелл         |
| Джеріс Поіндекстер         | поліцейський              |
| Крістофер Дж. Кін          | поліцейський на вулиці    |
| Лаура Кемпбелл             | Пет Меннінгер             |
| Філіп Грейнджер            | Джордж                    |
| Джон Флек                  | оперна співачка           |
| Баклі Норріс               | міністр                   |
| Фрейзер Сміт               | Радіо DJ                  |